# Lá kép

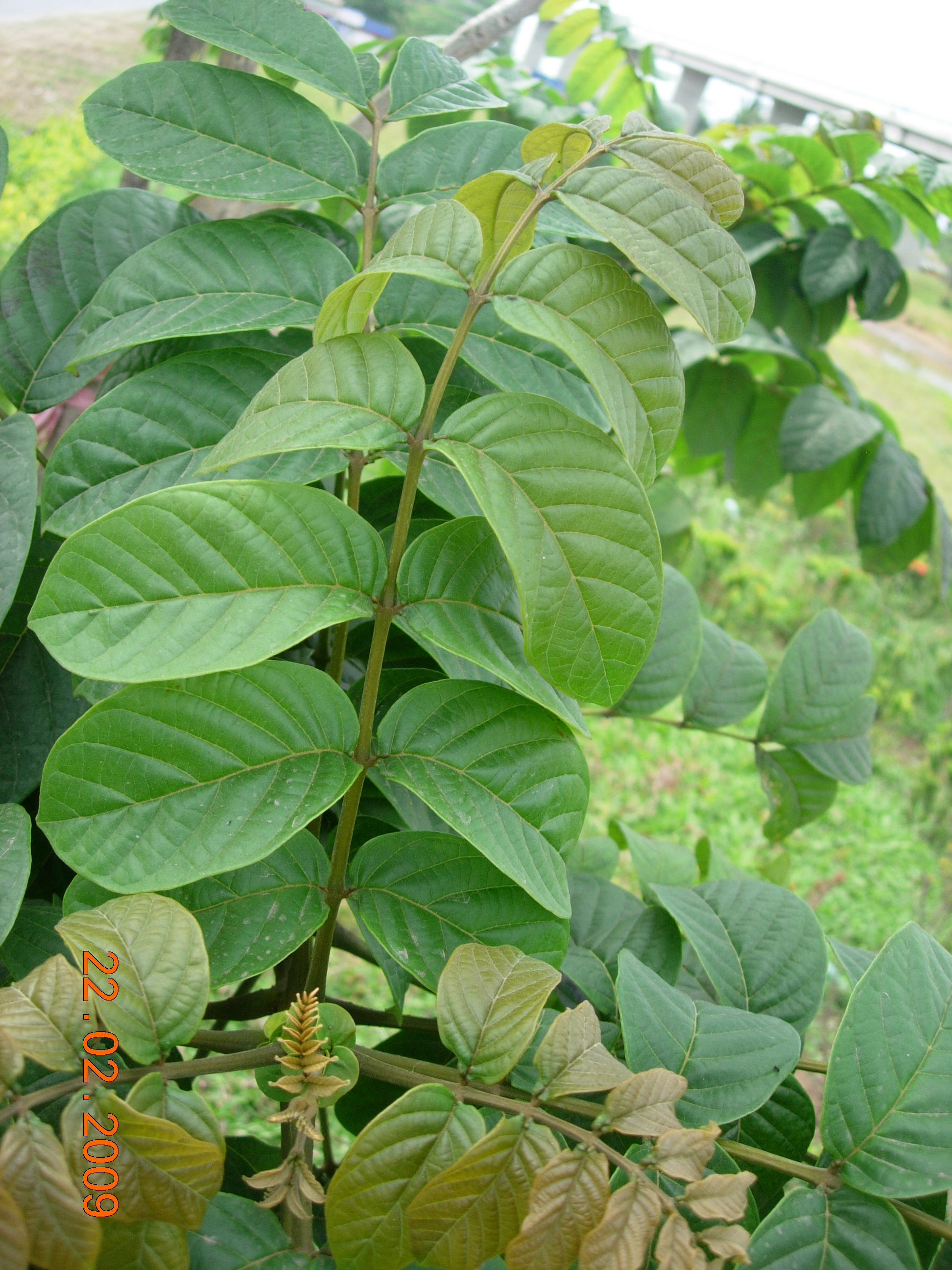

Lá kép là một dạng tiến hóa của lá cây mà mỗi phiến lá không gắn trực tiếp với thân cành mà thường thông qua hệ thống cuống lá. Phiến lá này thường có cuống, gân lá như lá đơn nguyên, phần này là lá chét của lá kép. Khi cây thay lá, lá chét thường rơi rụng trước rồi cuống chính mới rụng khỏi thân cành.

## Lá chét
Lá chét là phần chính có phiến lá quang hợp của 1 lá kép. Lá chét gắn trực tiếp vào cuống lá cấp 1, cấp 2 hoặc cấp 3. Lá chét cũng có cấu tạo giống như lá đơn nguyên. Lá chét thường có hình trứng, hình trái xoan, hình trứng ngược, hình bình hành (lá cây mán đỉa),... Lá chét cũng có thể có dạng xẻ thùy (lá cây lát hoa).
Điểm gắn lá chét với cuống không có chồi ngủ như là điểm gắn của lá đơn với thân cành, đây là một trong các đặc điểm phân biệt lá chét với lá đơn nguyên.

## Phân cấp
Phân cấp lá kép theo các cấp của cuống lá. Thường thấy điển hình là lá kép 1 lần (chỉ có cuống kép cấp 1), lá kép 2 lần (có cuống kép cấp 2).

## Hình dạng
Lá kép có hình dạng khác nhau tùy thuộc váo cách đính của lá chét vào cuống kép và các loại cuống kép thứ cấp vào cuống kép sơ cấp. Thường thấy hai loại hình chủ yếu:
- Lá kép lông chim (xương cá): cuống thứ cấp, lá chét đính vào cuống sơ cấp (cuống cấp 1) thành hình lông chim (xương cá).
- Lá kép chân vịt: cuống thứ cấp hoặc lá chét đính quanh chung 1 điểm ở cuống sơ cấp.

## Ý nghĩa tiến hóa
Lá kép là dạng tiến hóa cao nhất của hình thái phiến lá nhằm tận dụng tối đa diện tích chiếu sáng.